# Karl Friedrich Kühn
Karl Friedrich Kühn, křtěný Karl Josef (17. února 1884 Trutnov – 8. května 1945 Praha) byl českoněmecký historik umění, autor prací z oboru architektury a památkové péče.

## Život
Karl Friedrich Kühn pocházel z německy mluvící oblasti Čech, po maturitě v Trutnově odešel do Vídně, kde v roce 1908 vystudoval architekturu na tamní Vysoké škole technické. Po několikaletém působení na stavebních úřadech v Liberci a Chrastavě získal roku 1912 v Praze místo pracovníka památkové péče, které se věnoval do konce života. Byl ženat, manželka Hermína, rozená Grasseová (1889-??).
V době 1. republiky začal také přednášet památkovou péči a dějiny architektury na Německé vysoké škole technické v Praze. Krátce také jako teoretik a historik umění působil na pražské Akademii výtvarných umění. Roku 1935 odchází do Brna, kde je jmenován profesorem na Německé vysoké škole technické. Vrchol jeho kariéry nastal v době Protektorátu Čechy a Morava. Záhy po jeho zřízení byl jmenován přednostou Zemské galerie, kde měl z hlediska nacistické ideologie zaručit její očistu od tzv. zvrhlého umění. Od roku 1940 byl dále jmenován zástupcem ředitele Státního památkového úřadu pro Zemi Moravskoslezskou. Po penzionování dosavadního ředitele Stanislava Sochora se v roce 1941 ujal vedení úřadu. O rok později převzal i vedení obdobného úřadu v Čechách. Vedle problematické role nacistického ideologa umění náleží Karlu Kühnovi nesmazatelné pozitivní zásluhy na ochraně movitých i nemovitých památek před jejich zničením válečnými událostmi v Čechách a na Moravě. Karl Kühn byl zabit během osvobození Prahy 8. května 1945.

## Spisy
V rámci edice Soupis památek historických a uměleckých v království Českém provedl:
- 1934 KÜHN, Karl Friedrich. Topographie der historischen und kunstgeschichtlichen Denkmale im Bezirke Reichenberg. 1. vyd. Brünn/Prag/Leipzig/Wien: Rudolf M. Rohrer Verlag, 1934. 342 s. Dostupné online. (německy)
- v roce 2013 byl dodatečně vydán i KÜHN, Karl Friedrich. Verzeichnis der kunstgeschichtlichen und historischen Denkmale im Landkreis Friedland. Praha: Artefactum, 2013. 351 s. ISBN 978-80-86890-59-3. (německy)

Karl Kühn je jediným autorem, který v českém prostředí vydal práci o ochraně památek před válečnými událostmi:
- Fliegerschutz für Kunst- und Kulturdenkmale: Ein technischer Wegweiser. Brünn: Rudolf M. Rohrer Verlag, 1938.